# Cupa Islandei
Cupa Islandei este principala competiție fotbalistică eliminatorie de cupă din Islanda, organizată și gestionată de Federația Islandeză de Fotbal.

## Câștigători
- 1960: KR
- 1961: KR
- 1962: KR
- 1963: KR
- 1964: KR
- 1965: Valur
- 1966: KR
- 1967: KR
- 1968: ÍBV
- 1969: ÍBA
- 1970: Fram
- 1971: Víkingur
- 1972: ÍBV
- 1973: Fram
- 1974: Valur
- 1975: Keflavik
- 1976: Valur
- 1977: Valur
- 1978: ÍA
- 1979: Fram
- 1980: Fram
- 1981: ÍBV
- 1982: ÍA
- 1983: ÍA
- 1984: ÍA
- 1985: Fram
- 1986: ÍA
- 1987: Fram
- 1988: Valur
- 1989: Fram
- 1990: Valur
- 1991: Valur
- 1992: Valur
- 1993: ÍA
- 1994: KR
- 1995: KR
- 1996: ÍA
- 1997: Keflavik
- 1998: ÍBV
- 1999: KR
- 2000: ÍA
- 2001: Fylkir
- 2002: Fylkir
- 2003: ÍA
- 2004: Keflavik
- 2005: Valur
- 2006: Keflavik
- 2007: FH
- 2008: KR
- 2009: Breiðablik
- 2010: FH
- 2011: KR
- 2012: KR
- 2013: Fram

## Performanță după club
| Club       | Trofee | Anii câștigători                                                             |
| ---------- | ------ | ---------------------------------------------------------------------------- |
| KR         | 13     | 1960, 1961, 1962, 1963, 1964, 1966, 1967, 1994, 1995, 1999, 2008, 2011, 2012 |
| Valur      | 9      | 1965, 1974, 1976, 1977, 1988, 1990, 1991, 1992, 2005                         |
| ÍA         | 9      | 1978, 1982, 1983, 1984, 1986, 1993, 1996, 2000, 2003                         |
| Fram       | 8      | 1970, 1973, 1979, 1980, 1985, 1987, 1989, 2013                               |
| ÍBV        | 4      | 1968, 1972, 1981, 1998                                                       |
| Keflavik   | 4      | 1975, 1997, 2004, 2006                                                       |
| Fylkir     | 2      | 2001, 2002                                                                   |
| FH         | 2      | 2007, 2010                                                                   |
| ÍBA        | 1      | 1969                                                                         |
| Víkingur   | 1      | 1971                                                                         |
| Breiðablik | 1      | 2009                                                                         |

## Cluburi după finale pierdute
| Club       | Finale | Anii pierdanți                                            |
| ---------- | ------ | --------------------------------------------------------- |
| Fram       | 10     | 1960.1962, 1977, 1981, 1984, 1986, 1995, 2002, 2005, 2009 |
| ÍA         | 9      | 1961, 1963, 1964, 1965, 1969, 1974, 1975, 1976, 1999      |
| ÍBV        | 6      | 1970, 1980, 1983, 1996, 1997, 2000                        |
| Keflavík   | 5      | 1973, 1982, 1985, 1988, 1993                              |
| KR         | 4      | 1989, 1990, 2006, 2010                                    |
| KA         | 3      | 1992, 2001, 2004                                          |
| FH         | 3      | 1972, 1991, 2003                                          |
| Valur      | 3      | 1966, 1978, 1979                                          |
| Fjölnir    | 2      | 2007, 2008                                                |
| Stjarnan   | 2      | 2012, 2013                                                |
| Breiðablik | 1      | 1971                                                      |
| Grindavík  | 1      | 1994                                                      |
| KR-b       | 1      | 1968                                                      |
| Leiftur    | 1      | 1998                                                      |
| Víðir      | 1      | 1987                                                      |
| Vikingur   | 1      | 1967                                                      |
| Þór        | 1      | 2011                                                      |